# Jessica Stamová
Jessica Elizabeth Stamová (* 23. dubna 1986 Kincardine) je kanadská supermodelka. Je vysoká 179 cm a její míry jsou 86,5, 61 a 86,5 cm, má blond vlasy a šedomodré oči.
Vyrůstala ve venkovské věřící rodině s šesti bratry, vystudovala církevní střední školu. Pro modeling ji objevila v zábavním parku Michèle Millerová z agentury IMG Models. V roce 2002 vyhrála soutěž Los Angeles Model Look a začala spolupracovat s fotografem Stevenem Meiselem. V roce 2003 se poprvé dostala na obálku časopisu Vogue.
Byla tváří reklamních kampaní značek Miu Miu, Bulgari, Nina Ricci, Fendi, H&M, Victoria's Secret, Armani, DKNY a CoverGirl. Je po ní pojmenována kabelka Stam bag, kterou navrhl Marc Jacobs. V roce 2007 ji časopis Forbes uvedl mezi patnácti nejlépe placenými modelek světa. Vogue ji zařadil mezi ikonické osobnosti období noughties (první dekáda 21. století), vyznačující se doll face (tvář panenky). Vystoupila v seriálu The Beautiful Life a krátkometrážních filmech Agent Orange a Burning Bright. Působí jako ambasadorka dobročinné organizace PeaceJam.
Jejími partnery byli zpěvák Anthony Kiedis a hokejista Aaron Voros. V roce 2017 porodila dceru, jejímž otcem je herec Brahman Turner.